# Municipio de Walnut Hill
El municipio de Walnut Hill (en inglés: Walnut Hill Township) es un municipio ubicado en el  condado de Ashe en el estado estadounidense de Carolina del Norte. En el año 2010 tenía una población de 1.369 habitantes.

## Geografía
El municipio de Walnut Hill se encuentra ubicado en las coordenadas 36°28′58.45″N 81°26′37.37″O / 36.4829028, -81.4437139.